# ریخته ابوالقاسمی
ریخته ابوالقاسمی یا رخته یا ابوالقاسمی نام روستایی متروکه و دارای استحکامات از توابع بخش مرکزی شهرستان کاشمر در استان خراسان رضوی است. این روستا در دهستان بالا ولایت قرار دارد و برپایهٔ سرشماری سال ۱۳۹۵ جمعیت آن خالی از سکنه بوده است. از جاذبه‌های گردشگری آن می‌توان به قلعه ابوالقاسمی اشاره کرد.